# Крейг Хорнър
Крейг Хорнър (на английски: Craig Horner, 24 януари 1983) е австралийски телевизионен и киноактьор. Известен с ролите си на Ричард Сайфър в сериала „Мечът на истината“ и Аш в „H2O: Просто добави вода“.
Роден е в Брисбейн, Австралия. Първата му поява е в „Cybergirl“. След това играе в „Blue Water High“ като Гари Милър и Aш Доув в H2O. Участва като Ричард Сайфър в „Мечът на истината“, телевизонна адаптация по романа на Тери Гудкайнд.
Извън изкуството, обича да спортува — футбол, волейбол, тенис, плуване, ски, сноуборд и кану-каяк.

## Филмография
- "Legend of the Seeker" .... Richard Cypher
- "Blue Water High" .... Garry Miller
- "H2O: Just Add Water"
- "Monarch Cove" .... Caleb
- "Two Twisted"
- "See No Evil" .... Richie
- "Headland" .... Neil Slattery
- "Swimming Upstream" .... Ronald Fingleton
- "The Moment After"
- "Blurred" .... Pete the Bus Nerd
- "Cybergirl" .... Jackson